# Karl Schnörrer
Karl Schnörrer (ur. 22 marca 1919 w Norymberdze, zm. 25 września 1979 tamże) – niemiecki as myśliwski z okresu drugiej wojny światowej. Łącznie uczestniczył w 536 misjach bojowych i odniósł 46 zwycięstwa powietrzne.
Zdobył przydomek „Quax”, rozbijając myśliwiec Messerschmitt Bf 109. Przezwisko pochodzi z filmu Quax der Bruchpilot, wydanego w 1941 roku, ze znanym niemieckim aktorem Heinzem Rühmannem w roli Quaksa.
Od drugiej połowy 1942 roku służył jako skrzydłowy Waltera Nowotnego.

## Odznaczenia
- Krzyż Rycerski Krzyża Żelaznego – 22 marca 1945
- Krzyż Niemiecki w Złocie – 21 października 1943
- Krzyż Żelazny I Klasy – 22 czerwca 1943
- Krzyż Żelazny II Klasy – 16 września 1942
- Czarna Odznaka za Rany – 13 listopada 1943
- Medal za Kampanię Zimową na Wschodzie 1941/1942 – 6 sierpnia 1942
- Puchar Honoru Luftwaffe – 18 października 1943
- Złota odznaka pilota frontowego Luftwaffe – 14 listopada 1942
- Order Krzyża Wolności II Klasy – Finlandia, 22 listopada 1942